# Distrito de Panipat
Panipat (en hindi; पानीपत जिला ) es un distrito de India en el estado de Haryana. Código ISO: IN.HR.PP.
Comprende una superficie de 1 250 km².
El centro administrativo es la ciudad de Panipat.

## Demografía
Según censo 2011 contaba con una población total de 1 202 811 habitantes.